# Чикаев, Хаернас Ильясович
Хаернас Ильясович Чика́ев (16 июня 1925, Янагушево — 27 июля 2012, Уфа) — токарь Уфимского моторостроительного завода, Герой Социалистического Труда.

## Биография
Родился 16 июня 1925 года в селе Янагушево, ныне Мишкинского района Республики Башкортостан, в крестьянской семье. Татарин. Жил в соседнем селе Новосафарово, окончил 7 классов сельской школы.
Трудовую деятельность начал в 1938 году в колхозе «Динамо» Мишкинского района. В 1940—1942 годах учился в школе фабрично-заводского обучения в городе Благовещенске (Башкирская АССР), после окончания которой работал кузнецом на арматурном заводе.

### Во время войны
В январе 1943 года был призван в Красную Армию. Был направлен в военное училище в город Актюбинск, но вскоре, не закончив учёбы, был направлен на фронт. Боевой путь начал на Юго-Западном фронте, в декабре 1943 года был ранен. После госпиталя воевал в 317-й стрелковой дивизии, был снова ранен, награждён медалью «За отвагу». Участвовал в боях за освобождение Украины, Румынии, Венгрии, Австрии и Чехословакии, участвовал в боях с Японией. После войны продолжил службу в армии, в воинской части на Курильских островах. В июле 1950 года был демобилизован.

### После войны
Вернулся на родину, вскоре переехал в столицу республики город Уфу. В ноябре 1950 года пришёл работать шлифовщиком на Уфимский моторостроительный завод. Освоил специальность токаря-универсала, повышая свою квалификацию и мастерство, стал токарем шестого разряда. Ежегодно добивался высоких производственных показателей с нормой выработки 120—130 %, производственный план десятой пятилетки (1976—1980 годы) выполнил за 3,5 года. Изготовленные им изделия сдавались только с первого предъявления.
Чикаев признавался лучшим наставником молодежи завода, ежегодно обучал 5-6 учеников. Зарекомендовал себя активным рационализатором. Его предложения приносили значительную годовую экономию и позволяли обеспечивать стабильность изготовления продукции высокого качества при снижении трудоёмкости.
Указом Президиума Верховного Совета СССР от 6 августа 1980 года за большие заслуги в освоении производства новой авиационной техники и досрочное выполнение заданий десятой пятилетки Чикаеву Хаернасу Ильясовичу присвоено звание Героя Социалистического Труда с вручением ордена Ленина и золотой медали «Серп и Молот».
Активно участвовал в общественной жизни. Трижды избирался в районный Совет народных депутатов, на протяжении 15 лет был народным заседателем в Калининском районном суде, членом районного комитета народного контроля.
В 1985 году вышел на пенсию. С 1990 года на общественной работе в совете ветеранов войны и труда ОАО УМПО, с 1993 года — председатель совета.
Скончался 27 июля 2012 года.

## Награды
- Медаль «Серп и Молот» — 06.08.1980
- Орден Ленина — 06.08.1980
- Орден Октябрьской Революции — 1975
- Орден Отечественной войны 1-й степени — 11.03.1985
- Орден Дружбы — 2005
- Медаль «За отвагу».
- Медаль «За победу над Германией»
- Медаль «За победу над Японией»
- Медаль «За взятие Будапешта»
- Медаль «За взятие Вены»
- Медаль Жукова
- Почетный моторостроитель УМПО — 1985.
- Почётный гражданин города Уфа — 2004.